# Basilisa Tarrios y Uriondo
Basilisa Tarrios y Uriondo   (Vitòria, segle XIX - Vitòria, segle XX) va ser una fotògrafa espanyola, la primera dona a dedicar-se a aquesta professió de manera professional a Vitòria. Basilia Tarrios va estar casada amb el fotògraf Ruperto Zaldua. Aquest, al costat del seu oncle Pablo Bausac, havien obert un estudi de fotografia al Carrer San Antonio, núm. 21, donant-se a conèixer en aquest negoci com “Bausac i nebot”. En morir Ruperto Zaldua en 1880, Basilisa es queda amb l'estudi fotogràfic. Pablo Bausac torna a Vitòria-Gasteiz i reobre la seva acadèmia de pintura en 1879, segons es reflecteix en els anuncis de la premsa. Aquesta reobertura va ser breu, ja que Pablo va morir el 20 de juny de 1880 i el 28 de desembre d'aquest mateix any va morir, també, el seu nebot Ruperto Zaldua. La vídua d'aquest, va assumir el funcionament de l'estudi fotogràfic sota la signatura de Vídua de Zaldua, la qual cosa la va convertir en la primera fotògrafa professional coneguda de Vitòria.

## Premis i reconeixements
- 2022 L'Ajuntament de Vitòria-Gasteiz va posar el seu nom a un passeig del parc d'Aranbizkarra.[4]